# Hans-Joachim Bunge
Hans-Joachim Bunge (* 29. Juli 1929 in Zerbst; † 28. November 2004 in Clausthal-Zellerfeld) war ein deutscher Mineraloge und Kristallograph.

## Werdegang
Bunge absolvierte nach dem Abitur 1946 eine Feinmechanikerlehre und studierte ab 1947 Physik an der Martin-Luther-Universität Halle-Wittenberg mit der Promotion 1955. Danach war er bis 1968 am Institut für Kristallstrukturforschung der Akademie der Wissenschaften der DDR in Berlin, wo er sich besonders mit Texturanalyse mit Röntgenstrahlen befasste, und danach am Zentralinstitut für Festkörperphysik und Werkstoffwissenschaften der Akademie der Wissenschaften in Dresden. 1974 unternahm er einen Fluchtversuch aus der DDR mit Frau und Sohn. Er wurde inhaftiert und 1975 von der Bundesrepublik freigekauft. 1975/76 war er als DFG-Stipendiat in Clausthal und Berkeley. 1976 wurde er Nachfolger von Günther Wassermann als Professor und Direktor des Instituts für Metallkunde und Metallphysik an der TU Clausthal. 1997 wurde er emeritiert und war danach am Institut für Physik und Physikalische Technologien in Clausthal. Außerdem führte er vor seinem Tod noch ein DFG-finanziertes Projekt am HASYLAB in Hamburg durch.
Er befasste sich insbesondere mit Texturanalyse (Kristalltextur vielkristalliner Werkstoffe wie Stahl), über die er ein Standardwerk schrieb. Von ihm stammen rund 500 wissenschaftliche Veröffentlichungen.
1965 löste er unabhängig von R. J. Roe ein bedeutendes mathematisches Problem der Texturanalyse (Polfigur-Inversion über die Entwicklung nach harmonischen Reihen).
2003 erhielt er die Carl-Hermann-Medaille. 1979 wurde er Ehrendoktor der Universität Metz. 1993 wurde er Honorarprofessor an der Polytechnischen Universität Peking und 1995 Ehrenmitglied der tschechischen Gesellschaft für Metallwissenschaft und 2002 Ehrenmitglied der Texture Society of India.
1986 bis 2003 war er Herausgeber der Zeitschrift Textures and Microstructures. Seit 1978 war er Mitglied des International Committee of the International Conference on Textures of Materials (ICOTOM).

## Schriften
- Mathematische Methoden der Texturanalyse, Berlin: Akademie-Verlag 1969
  - Englische Übersetzung: Texture analysis in materials science : mathematical methods, London: Butterworths 1982, Reprint Göttingen: Cuvillier 1993
- mit C. Esling: Quantitative Texture Analysis, Oberursel: DGM, 1982
- Experimental Techniques of Texture Analysis, Oberursel: DGM 1986.
- Theoretical Methods of Texture Analysis. Oberursel: DGM 1987.
- mit C. Esling: Advances and Applications of Quantitative Texture Analysis. Oberursel: DGM 1991
- mit S. Siegesmund, W.  Skrotzki, K. Weber: Textures of Geological Materials. Oberursel: DGM 1994.